# Skidmore (Texas)
Skidmore é uma Região censo-designada localizada no estado norte-americano do Texas, no Condado de Bee.

## Demografia
Segundo o censo norte-americano de 2000, a sua população era de 1013 habitantes.

## Geografia
De acordo com o United States Census Bureau tem uma área de
27,2 km², dos quais 27,2 km² cobertos por terra e 0,0 km² cobertos por água. Skidmore localiza-se a aproximadamente 47 m acima do nível do mar.

## Localidades na vizinhança
O diagrama seguinte representa as localidades num raio de 24 km ao redor de Skidmore.